# 백제삼서
《백제삼서》(百濟三書)는 일본의 가장 오래된 정사(正史)인 《니혼쇼키》(일본어: 日本書紀/にほんしょき, 일본서기)에 나와 있는 백제 관련 세 가지 역사서인 《백제기》, 《백제신찬》, 《백제본기》를 통칭한 말이다. 현전하지 않는다.
《니혼쇼키》에서 백제에 대한 기록은 이 백제삼서를 근거로 한 것으로 보이며, 백제의 사서가 그대로 보존되었는가에 대해서는 논란이 있다.

## 같이 보기
- 니혼쇼키
- 백제본기
- 백제기
- 백제신찬